# Емре Ташдемір
Емре Ташдемір (тур. Emre Taşdemir, нар. 8 серпня 1995, Анкара, Туреччина) — турецький футболіст, фланговий захисник клубу «Пендікспор» та національної збірної Туреччини.

## Ігрова кар'єра

### Клубна
Емре Ташдемір народився в Анкарі і є вихованцем столичних клубів «Анкараспор» та «Анкарагюджю». Саме у складі останнього у березні 2013 року він дебютував на професійному рівні у Першій лізі чемпіонату Туреччини. За результатами того сезону клуб вибув до Другої ліги але Ташдемір залишився в команді. А через рік його контракт з клубом закінчився і він як вільний агент перейшов до клубу «Бурсаспор».
На початку 2019 року Ташдемір перейшов у стан одного з лідерів турецького футболу - клуб «Галатасарай». Але не маючи постійного місця в основі, двічі був відправлений в оренду. Він грав у клубах «Кайсеріспор» та «Гіресунспор».

### Збірна
У червні 2015 року у товариському матчі проти команди Болгарії Емре Ташдемір дебютував у складі національної збірної Туреччини.

## Титули
Галатасарай
 Чемпіон Туреччини: 2018/19, 2022/23
 Переможець Кубка Туреччини: 2018/19
 Переможець Суперкубка Туреччини: 2019